# Liga Plenitude 2024/25
Die Liga Plenitude 2024/2025 war die 35. Spielzeit der Liga Plenitude (ex: Liga Asobal), der höchsten Spielklasse im spanischen Männerhandball. Organisiert wurde die Liga im Auftrag der Real Federación Española de Balonmano (RFEBM) durch die Asociación de Clubes Españoles de Balonmano (Asobal). Der FC Barcelona gewann die Meisterschaft.

## Die Saison

### Teams
16 Teams spielen in der Saison 2024/2025 in der höchsten Liga. Neben Titelverteidiger Barça sind das Bidasoa Irun, Frankin BM Granollers, BM Logroño La Rioja, ABANCA Ademar León, Viveros Herol BM. Nava, Recoletas Atlético Valladolid, Bada Huesca, Helvetia Anaitasuna, TM Benidorm, Bathco BM Torrelavega, Ángel Ximénez Puente Genil, Rebi Balonmano Cuenca, Frigoríficos del Morrazo, die bereits in der vorherigen Saison in der Liga Plenitude spielten, sowie die aus der zweiten Liga aufgestiegenen BM Guadalajara (als Meister der 2. Liga) und Tubos Aranda Villa de Aranda (als Fünftplatzierter und Sieger der Aufstiegs-Play-Offs).

### Modus und Zeitraum
Die 16 Teams spielten jeder gegen jeden in Hin- und Rückspiel. Der Erstplatzierte nach Abschluss der Spielzeit war spanischer Meister. Die beiden letztplatzierten Teams stiegen in die División de Honor Plata ab. Das Team auf Platz 14 tritt in Relegationsspielen gegen den Drittplatzierten der 2. Liga an.
Die spanische Handballsaison startete traditionell mit der Supercopa Ibérica. Anschließend begann der Ligabetrieb, erster Spieltag war am 14. September 2024, letzter Spieltag war der 1. Juni 2025. Vom 23. Dezember 2024 bis 8. Februar 2025 pausierte die Liga wegen der Weltmeisterschaft 2025. Zwischen der Asobal und der RFEBM war vor der Saison der Spielplan umstritten, auch bestritt die Asobal die Rechtmäßigkeit einer von der RFEBM geforderten Registrierungsgebühr. Der letzte Spieltag der regulären Saison war der 1. Juni 2025, es folgten die Relegationsspiele, in denen sich Impulse BM. Guadalajara gegen den Zweitligisten UBU San Pablo Burgos durchsetzte.
Parallel zum Ligabetrieb spielte Barça als Vorjahresmeister in der EHF Champions League 2024/2025. In der EHF European League 2024/2025 traten die Teams auf den Plätzen 2 und 3 in der Vorsaison, Bidasoa Irun und Frankin BM Granollers, an. Als Pokalfinalist der Vorsaison startete zudem Bathco BM. Torrelavega in der European League (da Pokalsieger Barcelona als Meister bereits für die EHF Champions League qualifiziert war).

### Saisonverlauf
Nach der ersten Runde der Spielzeit stand der FC Barcelona ohne Punktverlust auf Platz 1, auf den Abstiegsplätzen standen Impulse BM. Guadalajara und Bada Huesca. Am 23. Spieltag gab der FC Barcelona erstmals in der Saison Punkte ab; der Verein verlor sein Heimspiel im April 2025 gegen Frankin BM Granollers (30:31) und damit erstmals seit der Saison 2017/2018 wieder ein Spiel in der spanischen Liga (in der Saison 2021/2022 hatte der Verein ein Spiel „am grünen Tisch“ verloren). Mit der Niederlage im selben Monat auch bei Recoletas Atlético Valladolid (24:26) hatte Barça erstmals seit der Saison 2009/2010 wieder zwei Partien in einer Spielzeit verloren. Mitte April sicherte sich der FC Barcelona die spanische Meisterschaft der Spielzeit 2024/2025. Es war der insgesamt 32. Titelgewinn, der 24. Gewinn seit der Etablierung der Asobal, und die 15. Meisterschaft in Folge. Erst am letzten Spieltag fiel die Entscheidung über den mit einem Startrecht im Europapokal verbundenen Platz 2 sowie über den Abstieg.

### Abschlusstabelle
| Pl.                                        | Verein                                      | Sp. | S  | U | N  | Tore      | Diff. | Punkte  |
| ------------------------------------------ | ------------------------------------------- | --- | -- | - | -- | --------- | ----- | ------- |
| 1.                                         | Barça (M) (/Kader)                          | 30  | 27 | 1 | 2  | 1162:8700 | +292  | 055:50  |
| 2.                                         | Frankin BM Granollers (3.) (/Kader)         | 30  | 20 | 3 | 7  | 1030:9600 | +70   | 043:170 |
| 3.                                         | Bathco BM Torrelavega (11.) (/Kader)        | 30  | 18 | 5 | 7  | 0903:8820 | +21   | 041:190 |
| 4.                                         | Irudek Bidasoa Irun (2.) (/Kader)           | 30  | 17 | 5 | 8  | 0907:8690 | +38   | 039:210 |
| 5.                                         | BM Logroño La Rioja (4.) (/Kader)           | 30  | 18 | 3 | 9  | 0972:9110 | +61   | 039:210 |
| 6.                                         | ABANCA Ademar León (5.) (/Kader)            | 30  | 15 | 7 | 8  | 0857:8480 | +9    | 037:230 |
| 7.                                         | Recoletas Atlético Valladolid (7.) (/Kader) | 30  | 14 | 5 | 11 | 0909:8960 | +13   | 033:270 |
| 8.                                         | Viveros Herol BM. Nava (6.) (/Kader)        | 30  | 11 | 5 | 14 | 0919:9530 | −34   | 027:330 |
| 9.                                         | Tubos Aranda Villa de Aranda (N) (Kader)    | 30  | 12 | 2 | 16 | 0860:9240 | −64   | 026:340 |
| 10.                                        | Rebi Balonmano Cuenca (13.) (/Kader)        | 30  | 10 | 3 | 17 | 0893:9440 | −51   | 023:370 |
| 11.                                        | Frigoríficos del Morrazo (14.) (/Kader)     | 30  | 9  | 2 | 19 | 0932:9400 | −8    | 020:400 |
| 12.                                        | Ángel Ximénez Puente Genil (12.) (/Kader)   | 30  | 9  | 2 | 19 | 0838:9050 | −67   | 020:400 |
| 13.                                        | Bada Huesca (8.) (/Kader)                   | 30  | 9  | 2 | 19 | 0866:9170 | −51   | 020:400 |
| 14.                                        | Impulse BM. Guadalajara (N) (Kader)         | 30  | 8  | 3 | 19 | 0847:9510 | −104  | 019:410 |
| 15.                                        | Helvetia Anaitasuna (9.) (/Kader)           | 30  | 8  | 3 | 19 | 0843:8960 | −53   | 019:410 |
| 16.                                        | Servigroup Hoteles Benidorm (10.) (/Kader)  | 30  | 7  | 5 | 18 | 0867:9390 | −72   | 019:410 |
| Quelle: www.rfebm.com, Stand: 1. Juni 2025 |                                             |     |    |   |    |           |       |         |

Legende:
- (M) „Meister“, Gewinner der Saison 2023/2024
- (2.) Platz in der vorhergehenden Spielzeit
- (N) „Neuling“, Aufsteiger aus der División de Honor Plata der Saison 2023/2024
- (Kader) Link zum Unterartikel mit Kader, Statistik

### Entscheidungen
Meister der Spielzeit wurde der FC Barcelona. Am letzten Spieltag fiel die Entscheidung im Abstieg, als direkte Absteiger standen Helvetia Anaitasuna und Servigroup Hoteles Benidorm fest, während Impulse BM. Guadalajara eine Relegation gegen ein Zweitligateam bestreiten musste und dabei den Klassenerhalt sicherte. Damit erreichten beide Aufsteiger die weitere Erstligazugehörigkeit.
Der FC Barcelona wird als Meister in der Saison 2025/2026 der EHF Champions League starten. In der European League 2025/2026 werden vier Mannschaften aus Spanien antreten: Bathco BM Torrelavega erhielt einen Startplatz als Finalist in der Copa de España (der Gewinner, FC Barcelona, war bereits als spanischer Meister für die EHF Champions League startberechtigt). Über die Copa del Rey erhielt ABANCA Ademar León als Finalist einen Startplatz (auch hier war der FC Barcelona Sieger). Frankin BM Granollers bekam das Startrecht in der EHF European League als Zweitplatzierter der Meisterschaft. Auf Antrag der Real Federación Española de Balonmano vergab die Europäische Handballföderation einen weiteren Startplatz an Irudek Bidasoa Irun.

### Beste Torwerfer
Nach der ersten Runde führte Carlos Álvarez (Abanca Ademar León) die Liste der erfolgreichsten Torwerfer mit 96 Treffern an. Ihm folgten Nacho Vallés (Servigroup Hoteles Benidorm) mit 91 Treffern, Miguel Malo (Bada Huesca) mit 89, Dalmau Huix (Tubos Aranda Villa de Aranda) mit 88 und Jakub Prokop (Bathco BM. Torrelavega) mit 87 Toren. Miguel Malo war zudem der Spieler mit den meisten Vorlagen (74). Ihm folgten Aurélien-Morgan Tchitombi (REBI Balonmano Cuenca) mit 53 Vorlagen, Ferran Castillo (Fraikin BM. Granollers) mit 47, Antonio García (Fraikin BM. Granollers) mit 46 sowie Ismael El Korchi (BM. Logroño La Rioja) mit 46 Vorlagen.
Nach Abschluss der Saison stand Carlos Álvarez mit 178 Toren als bester Schütze fest. Ihm folgten Antonio García (177), Álvaro Martínez (173), Nacho Vallés (171) und Miguel Malo (170).

### Beste Torhüter
Bester Torhüter der ersten Runde war Jorge Pérez (Frigoríficos del Morrazo) mit 183 Paraden. Auf den Plätzen hinter ihm folgten Xoan Ledo (BM. Logroño La Rioja) mit 149 Paraden, Gonzalo Pérez de Vargas (Barça) mit 137, Pau Guitart (Tubos Aranda Villa de Aranda) mit 133 sowie Pedro Tonicher (REBI Balonmano Cuenca) mit 131 Paraden.
Zum Abschluss der Saison war Xoan Ledo mit 367 Paraden bei 1159 Würfen auf sein Tor der beste Torhüter. Ihm folgten Pau Guitart (280 Paraden), Juan Bar (263 Paraden), Saeid Barkhordari (247 Paraden) und Roberto Rodríguez (234 Paraden).

### Most Valuable Player
| Erste Runde der Saison 2024/2025 - 1. Spieltag: Pau Guitart (TW, Tubos Aranda Villa de Aranda) - 2. Spieltag: Víctor Romero (KL, Fraikin BM Granollers) - 3. Spieltag: Ignacio „Nacho“ Vallés (RM, BM Benidorm) - 4. Spieltag: Xoan Ledo (TW, BM Logroño La Rioja) - MVP September: Jakub Prokop (RL, Bathco BM. Torrelavega) - 5. Spieltag: Ferran Castillo (RM, Fraikin BM Granollers) - 6. Spieltag: Carlos Álvarez (RA, Ademar León) - 7. Spieltag: Miguel Martín (RR, FC Barcelona) - 8. Spieltag: Borja Méndez (RM, BM Nava) - MVP Oktober: Ferran Castillo (RM, Fraikin BM Granollers) - 9. Spieltag: Carlos Álvarez (RA, Ademar León) - 10. Spieltag: Ferran Castillo (RM, Fraikin BM Granollers) - 11. Spieltag: Xavier González (RA, Helvetia Anaitasuna) - 12. Spieltag: Pedro Tonicher (TW, REBI Balonmano Cuenca) - MVP November: Arthur Pereira (RR, Tubos Aranda Villa de Aranda) - 13. Spieltag: Asier Nieto (RL, Bidasoa Irun) - 14. Spieltag: Antonio García (RL, Fraikin Granollers) - 15. Spieltag: Mads Thymann (RL, Frigoríficos del Morrazo) - MVP Dezember: Carlos Calle (TW, Bathco BM. Torrelavega) |

| Zweite Runde der Saison 2024/2025 - 17. Spieltag: Timothey N’Guessan (RL, FC Barcelona) - 18. Spieltag: Rudolph Hackbarth (RA, Rebi Balonmano Cuenca) - 19. Spieltag: Pedro Tonicher (TW, REBI Balonmano Cuenca) - 20. Spieltag: Alejandro Pisonero (RM, Recoletas Atlético Valladolid) - MVP Februar: Rudolph Hackbarth (RA, Rebi Balonmano Cuenca) - 21. Spieltag: Pablo Urdangarin (RA, Fraikin BM Granollers) - 22. Spieltag: Francisco Ahumada (RA, BM Nava) - 23. Spieltag: Javier Borragán (RR, Bada Huesca) - MVP März: Pablo Urdangarin (RA, Fraikin BM Granollers) - 24. Spieltag: Víctor Romero (KL, Fraikin BM Granollers) - 25. Spieltag: Xoan Ledo (TW, BM Logroño La Rioja) - 26. Spieltag: José Toledo (RR, Recoletas Atlético Valladolid) - 27. Spieltag: Pau Guitart (TW, Tubos Aranda Villa de Aranda) - MVP April: Francisco Ahumada (RA, BM Nava) - 28. Spieltag: Xoan Ledo (TW, BM Logroño La Rioja) - 29. Spieltag: Gábor Décsi (TW, Bada Huesca) - 30. Spieltag: Carlos Álvarez (RA, Ademar León) |

Zum MVP der Saison 2024/2025 wurde Antonio García (Fraikin BM. Granollers) gewählt.

### All-Star-Team
Kandidaten zur Wahl in das All-Star-Team waren Xoan Ledo, Pau Guitart, Pedro Tonicher, Emil Nielsen, Juan Bar, Jordi Deumal, Xavi Tua, Dario Sanz, Ángel Fernández, Hampus Wanne, Mads Thymann, Jakub Prokop, Antonio García, Andrej Pergel, Asier Nieto, Ferran Castillo, Miguel Malo, Tchitombi Aurelien-Morgan, Nacho Valles, Gorka Nieto, Dika Mem, Arthur Pereira, Miguel Martínez, Domingo Luís Mosquera, Rodrigo Salinas, Iñaki Cavero, Pablo Urdangarin, Carlos Álvarez, Pancho Ahumada, Rudolph Hackbarth, Víctor Romero, Esteban Salinas, Álvaro Martínez, Artur Parera, Aitor García, Oriol Rey, Márcio Silva, Santi López, Guillermo Fischer und Matheus Da Silva. Als bester junger Spieler kandidierten Ferran Castillo, Mario Nevado, Pau Guitart, Haitz Gorostidi und Pedro Tonicher.
In das All-Star-Team 2024/2025 gewählt wurden:
- Torwart: Emil Nielsen (FC Barcelona)
- Linksaußen: Ángel Fernández (Bathco BM. Torrelavega)
- Rechtsaußen: Carlos Álvarez (Abanca Ademar León)
- Rückraum links: Antonio García (Fraikin BM. Granollers)
- Rückraum Mitte: Gorka Nieto (Irudek Bidasoa Irun)
- Rückraum rechts: Dika Mem (FC Barcelona)
- Kreisläufer: Víctor Romero (Fraikin BM. Granollers)
- bester Verteidiger: Oriol Rey (Fraikin BM. Granollers)
- bester Newcomer: Pau Guitart (Tubos Aranda Villa de Aranda)
- bester Trainer: Javier Márquez (Tubos Aranda Villa de Aranda)

Als Most Valuable Player der Saison wurde Antonio García (Fraikin BM. Granollers) gewählt.

### Bestes Tor / Beste Parade
Als Schütze des besten Tores wurde Alejandro Pisonero (Recoletas Atlético Valladolid) ausgezeichnet, die beste Parade leistete Carlos Calle (Bathco BM Torrelavega).

### Beste Schiedsrichter
Als beste Schiedsrichter der Liga wurden, wie schon in den vier vorherigen Spielzeiten, Ignacio García Serradilla und Andreu Marín gewählt.

### Zuschauer
360.856 Zuschauer wurden in den Spielarenen gezählt, die höchste Zuschauerzahl seit der Saison 2013/2014. Die meisten Zuschauer (37.871) kamen zu den Heimspielen von Ademar León.
Das Spiel Fraikin BM Granollers gegen FC Barcelona (27:31) am 3. November 2024 sahen 5.100 Zuschauer im Palau d’Esports de Granollers. Zuletzt war eine solche Zuschauerzahl in der spanischen Liga in der Saison 2018/2019 beim Spiel Granollers' gegen Helvetia Anaitasuna (28:25) erreicht worden. Besucherrekord waren 8.000 Zuschauer beim Spiel des FC Barcelona gegen Atlético Valladolid im Jahr 1998.
Die 240 Spiele der Liga, die erneut über die Plattform LALIGA+ übertragen wurden, erreichten dort eine Gesamtzuschauerzahl von 6.511.800. Damit wurde die Zahl aus dem Vorjahr (6.144.711 Zuschauer) übertroffen. Das Spiel mit den meisten Zuschauern in der Übertragung war die Partie zwischen Fraikin BM. Granollers und Barça (341.000 Zuschauer); Hin- und Rückspiel zwischen diesen Teams sahen ebenfalls die meisten Zuschauer (649.200). In der Zuschauerzahl folgten die Partien Logroño La Rioja gegen Barça (256.000 Zuschauer), Fraikin BM. Granollers gegen Bidasoa Irun (253.000 Zuschauer), Barça gegen Fraikin BM. Granollers (252.000 Zuschauer) und Recoletas At. Valladolid gegen Barça (236.000 Zuschauer).

### Name
Die Liga trug den Namen des Hauptsponsors Plenitude.